# Список видань друкарні Києво-Печерської лаври
Список видань друкарні Києво-Печерської лаври.
| Видання | Автор / упорядник       | Роки                         | Фото | Повна книга | Нотатки                                                                         |
| --- | ----------------------- | ---------------------------- | ---- | ----------- | ------------------------------------------------------------------------------- |
| «Часослов» | —                       | 1616, 1626                   |      |             |                                                                                 |
| «Візерунок цнот»                                                                                                  | Олександр Митура        | 1618                         |      |             |                                                                                 |
| «Анфологіон» | —                       | 1619                         |      |             | перше велике видання друкарні                                                   |
| «Номоканон» | —                       | 1620, 1624, 1629             |      |             |                                                                                 |
| «Служебник» | —                       | 1620, 1629                   |      |             |                                                                                 |
| «Вѣршѣ на жалосный погребъ зацного рыцера Петра Конашевича Сагайдачного…»                                         | Касіян Сакович          | 1622                         |      |             |                                                                                 |
| «Тріодь пісна» | —                       | 1623, 1627, 1631, 1640, 1646 |      |             |                                                                                 |
| «Тріодь цвітна»                                                                                                   | —                       | 1623, 1627, 1631, 1640, 1646 |      |             |                                                                                 |
| «Бесіди Іоана Златоуста на 14 послань Св. Ап. Павла»                                                              | —                       | 1623                         |      |             |                                                                                 |
| «Бесіди Іоана Златоуста на дії Св. Апостолів»                                                                     | —                       | 1624                         |      |             |                                                                                 |
| «Акафіст» | —                       | 1625, 1629                   |      |             |                                                                                 |
| «Казанье на честном погребі Еліссеа в ієросхимомонасех Евфиміа Плетенецкого»                                      | Захарія Копистенський   | 1625                         |      |             |                                                                                 |
| «Тлумачення Андрія Кесарійського Апокаліпсису Іоана Богослова»                                                    | —                       | 1625                         |      |             |                                                                                 |
| «Лексикон словенороський»                                                                                         | —                       | 1627                         |      |             |                                                                                 |
| «Авви Дорофеа поученія»                                                                                           | —                       | 1628                         |      |             |                                                                                 |
| «Агапита діакона главизны поучительны»                                                                            | —                       | 1628                         |      |             |                                                                                 |
| «Псалтир» | —                       | 1629                         |      |             |                                                                                 |
| «Имнологіа… пану, пастиру, опекунови и добродѣєви своєму през дѣлатели в типографіи в даруночку низко принесенаа» | —                       | 1630                         |      |             |                                                                                 |
| «Евхарістиріон албо вдячность Петру Могилі»                                                                       | Софроній Почаський      | 1632                         |      |             |                                                                                 |
| «Евфонія веселобриняча Петру Могилі»                                                                              | —                       | 1633                         |      |             |                                                                                 |
| «Бесіди Макарія Єгипетського»                                                                                     | —                       | 1634                         |      |             | передрук із книги виданої у Вільному 1627 року                                  |
| «Антологіа, сирѣч молитвы и поученія душеполезная»                                                                | Петро Могила            | 1636                         |      |             | релігійні тексти написані церковнослов'янською, а «науки» і «роздуми» — руською |
| «Євангеліє учительне»                                                                                             | —                       | 1637                         |      |             |                                                                                 |
| «Тератургіма» | Атанасій Кальнофойський | 1638                         |      |             | польською                                                                       |
| «Казанье на погребеніе Князя Четвертинскаго»                                                                      | —                       | 1641                         |      |             |                                                                                 |
| «Полуустав или правило истиннаго християнскаго жития»                                                             | —                       | 1643                         |      |             | «містить Псалтир, Часослов, Місяцеслів та ін.: різні молитви і канони»          |
| «Собрание короткой науки о артикулах веры»                                                                        |                         | 1645                         |      |             |                                                                                 |
| «Требник» | Петро Могила            | 1646                         |      |             |                                                                                 |
| «Казання придані до книги Ключ розуміння»                                                                         | Йоаникій Ґалятовський   | 1660                         |      |             | додаток до книги «Ключ розуміння»                                               |
| «Києво-Печерський патерик»                                                                                        | –                       | 1661                         |      |             |                                                                                 |
| «Виклад о церкві»                                                                                                 | Теодосій Софонович      | 1667                         |      |             |                                                                                 |
| «Синопсис Київський»                                                                                              | —                       | 1674                         |      |             |                                                                                 |
| «Іфіка Ієрополітика»                                                                                              | —                       | 1712                         |      |             |                                                                                 |